# Kruisvaart (Utrecht)

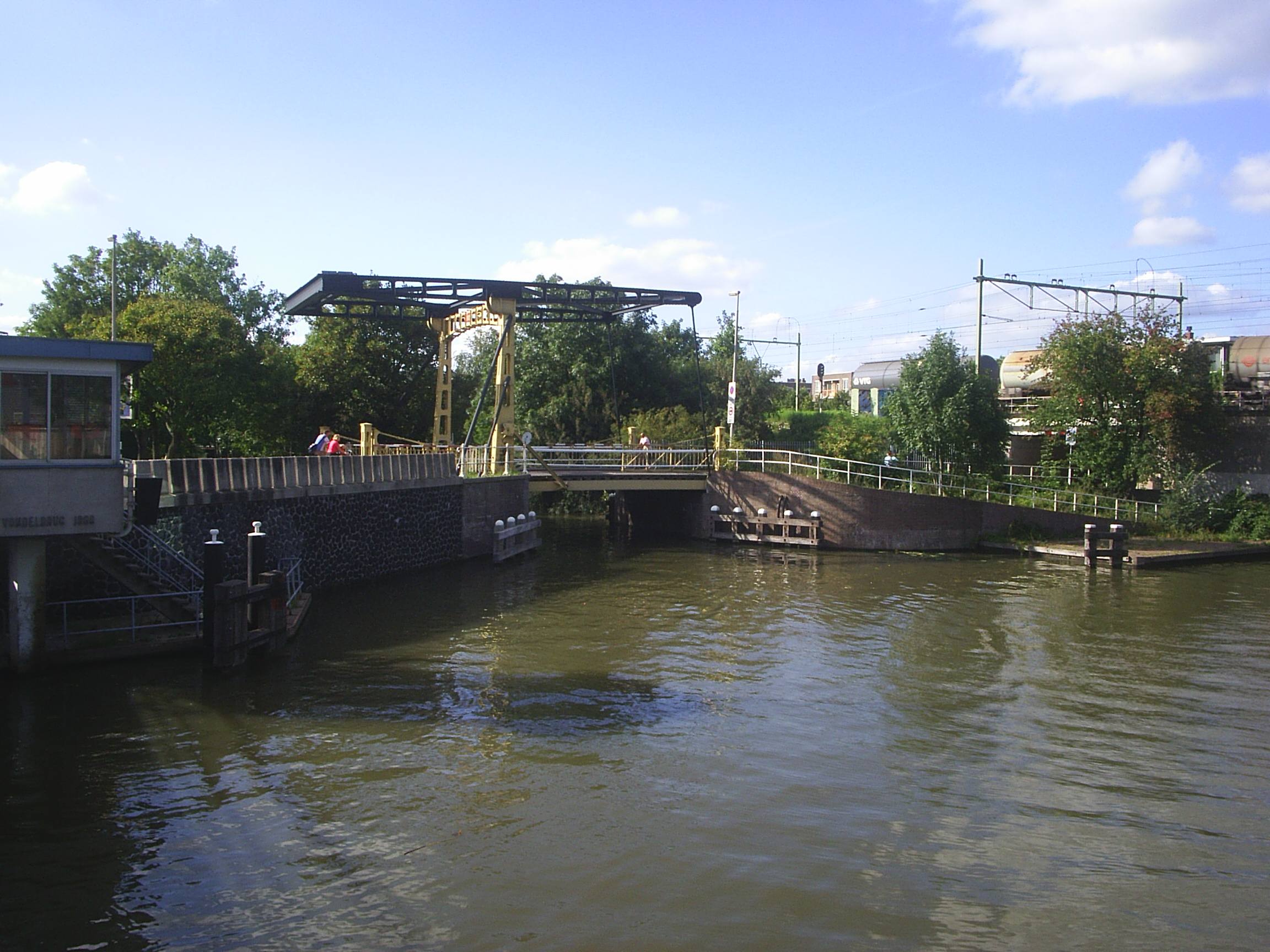
De Jeremiebrug over de Kruisvaart met op de voorgrond de Vaartsche Rijn (situatie 2007)

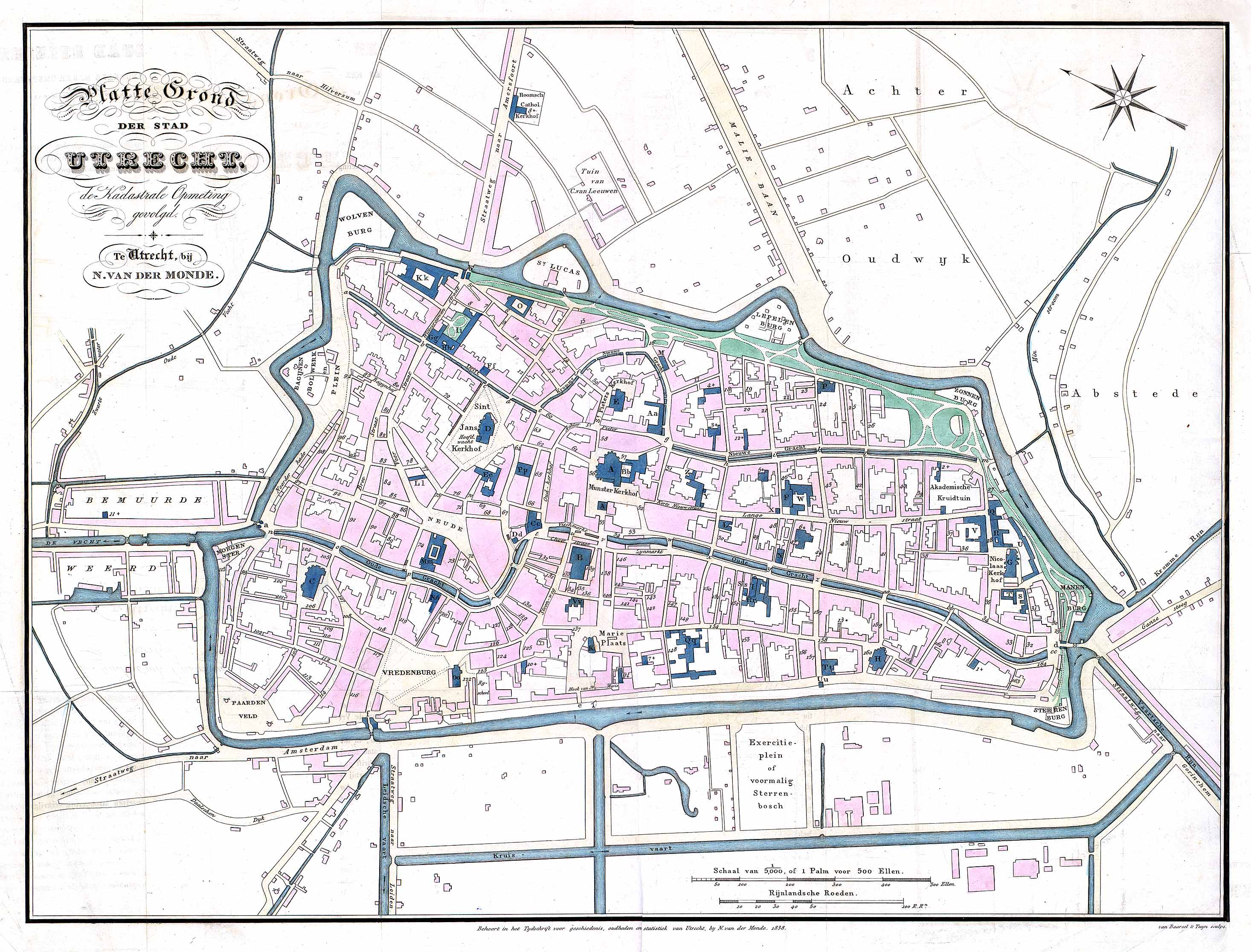
Plattegrond van de stad Utrecht uit 1838. Onder in de kaart is de Kruisvaart te zien.

De Kruisvaart is een watergang in de Nederlandse stad Utrecht die voorheen ook wel bekendstond als Bloemgracht.

## Geschiedenis
Deze waterweg is rond 1664 door het stadsbestuur aangelegd als onderdeel van een grachtenstelsel door tuinbouwgebied, even ten westen van de oude Binnenstad in de Stadsvrijheid. Burgemeester Hendrick Moreelse wilde deze grachten opnemen in een grootschalig uitbreidingsplan voor Utrecht, dat nooit gerealiseerd is. Van de grachtenstructuur maakte deel uit: de nieuwe Leidse Vaart, de Mariagracht en de drie evenwijdige "moesgrachten". Over de nieuwe watergangen konden tuinders in dit gebied hun waren naar de stad transporteren.
De huidige Kruisvaart stond in de beginperiode bekend als Bloemgracht. Deze liep over een afstand van ongeveer 2 kilometer tussen de Leidse Vaart en Vaartsche Rijn. Onderling stonden de drie "moesgrachten" met elkaar in verbinding via de Mariagracht. In het oosten sloot de Mariagracht op haar beurt weer aan op de Stadsbuitengracht ter hoogte van het in die tijd vergraven Mariabolwerk.
In 1866 is de Kruisvaart verbreed ter compensatie van de demping van de Herengracht. Het meest noordelijke deel van de Kruisvaart naar de Leidse Vaart is gaandeweg gedempt waardoor het een doodlopende waterweg werd. In 2020 ligt de Kruisvaart over een afstand van circa 1,5 kilometer in bebouwd gebied ingeklemd tussen de Croeselaan en de spoorlijnen ten zuiden van het Centraal Station. Ter hoogte van de uitmonding in de Vaartsche Rijn overspannen de Kruisvaartbrug en de Jeremiebrug de Kruisvaart. Ter hoogte van de Hubert Pootstraat bevindt zich een monumentale hefbrug in de Kruisvaart waar eerder een spoorlijn over liep naar de toenmalige markt-/veilingterreinen in het latere Jaarbeursgebied. Bij de bouw van deze brug rond 1928 is in de Kruisvaart op deze locatie een V-vormige bocht aangebracht. In 1843 werd aan de Kruisvaart een zwem- en badinrichting gesticht met onder meer diverse baden in de Kruisvaart. Tot minstens 1910 heeft een zweminrichting aan de Kruisvaart bestaan.